# Troins
Troins (parfois Troyns) est un lieu-dit de Saint-André-les-Alpes et une ancienne commune française, située dans le département des Alpes-de-Haute-Provence en région Provence-Alpes-Côte d'Azur.
Elle se trouve plus précisément dans la vallée de l'Issole.

## Histoire
Troins a été rattaché à Saint-André en 1792 selon Honnorat et entre 1795 et 1800 selon une autre source (voir référence suivante). Elle ne figure pas sur la liste des communes établie par décret en 1801, en revanche on trouve un recensement pour l'année 1793 (An II), elle comptait alors 45 habitants.

## Éléments historiques
La paroisse de Troyns était sous le vocable de Saint-Michel. Le registre d'état-civil de la paroisse semble s'arrêter en décembre 1796 (1793 pour les informations d'état civil).
D'après Louis de Bresc, Troins était appelée autrefois "Trouins" comme dans l'écriture mistralienne du provençal alors que l'écriture classique conserve le terme d'origine moins francisé à savoir "Troins" mais conserve la même prononciation que "Trouins". Elle faisait partie du diocèse de Senez et de la viguerie de Castellane. 
L'histoire de cette communauté est mouvementée tout au long du Moyen Âge, le nombre d'habitants est très variable. L'isolement de ces lieux a achevé l'exode rural au début du siècle.
La dernière habitante a quitté le village dans les années 1950.

## Géographie
Le nom de Troins est associé à celui du Seuil qui désigne la même entité, celui-ci apparait encore sur les cartes actuelles, et sur le cadastre. Le Seuil correspond à une agglomération de petite dimension actuellement entièrement ruinée, où se trouvait autrefois le four banal et l'église (encore visible). Dans ce hameau encore habité au début du XXe siècle, on distingue encore l'enceinte de maisons et des jardins.

## Démographie
| 1278    | 1315    | 1471     | 1693    | 1728   | 1765    | 1793 |
| ------- | ------- | -------- | ------- | ------ | ------- | ---- |
| 30 feux | 29 feux | inhabité | 10 feux | 6 feux | 12 feux | 45   |

## Lieux et monuments
La façade de l'église d'apparence XIIe – XIIIe siècle montre plusieurs encadrements réalisés en pierre de tuf de même que l'ancienne voûte intérieure.
À proximité de Troins on trouve d'autres vestiges comme une tour du Moyen Âge encore debout entière mais menacée à sa base ainsi que les restes d'une chapelle aux murs épais, elle faisait partie de la même communauté selon Honnorat (mais qui n'en faisait pas partie si l'on en croit le figuré de la carte de Cassini du XVIIe siècle).
Aucun de ses ruines et vestiges entièrement situés sur la commune de Saint-André-les-Alpes n'a fait l'objet de restauration ou de protection particulière.